# سلطان بن سلیم القاسمی
سلطان بن سلیم القاسمی (عربی: سلطان بن سلیم القاسمی; زاده ۱۸۹۱ - درگذشته ۱۹۵۱) سیاستمدار اهل امارات متحده عربی بود، که در فاصله سالهای ۱۹۲۱ تا ۱۹۴۸ به‌عنوان امیر رأس‌الخیمه فعالیت می‌کرد.